# Elaeocarpus integripetalus
Elaeocarpus integripetalus là một loài thực vật có hoa trong họ Côm. Loài này được Miq. mô tả khoa học đầu tiên năm 1861.